# Phillipsburg (New Jersey)
Phillipsburg – miasto w Stanach Zjednoczonych, w stanie New Jersey, w hrabstwie Warren.